# Meliscaeva magnifica
Meliscaeva magnifica är en tvåvingeart som beskrevs av Ghorpade 1994. Meliscaeva magnifica ingår i släktet flickblomflugor, och familjen blomflugor. Inga underarter finns listade i Catalogue of Life.